# Röse von Gösslunda

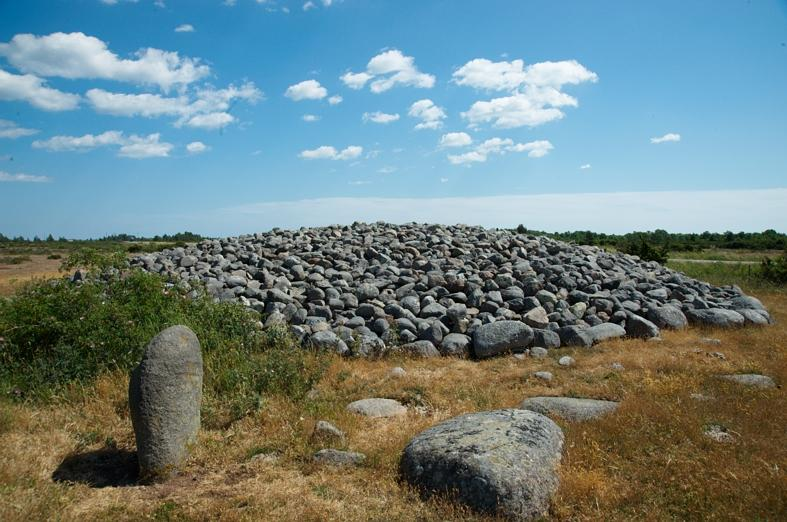
Röse von Gösslunda

Die Röse von Gösslunda (schwedisch Gösslunda rör) liegt nordwestlich von Gösslunda bei Hulterstad auf der schwedischen Insel Öland. Rösen sind steinerne Grabhügel, die während der Vorzeit aus etwa kopfgroßen Steinen, vornehmlich in Schweden aufgeschichtet wurden.
Die Alvar mit ihrer dünnen Bodendecke ist für menschliche Besiedlung wenig geeignet. Dort findet sich eine Anzahl von Steinsetzungen, Menhiren und Steinhügelgräbern. Sie bilden keine Gräberfelder, sondern liegen einzeln oder in kleinen Gruppen.
Gösslunda rör wurde für die Untersuchung abgetragen und restauriert. Der von Randsteinen gefasste Steinhügel hat etwa 20,0 m Durchmesser und ist 2,0 bis 2,5 m hoch. Ein Schälchen befindet sich auf einem der Randsteinblöcke im Osten. Die Röse hatte in ihrer Frühphase nur 10,0 m Durchmesser. Wann genau sie gebaut wurde, konnte nicht bestimmt werden, da kein Grab gefunden wurde.
Im Hügel wurden 12 Feuerbestattungen gefunden, zumeist bestehend aus Schüttungen verbrannter Knochen. Im Norden fand sich ein Urnengrab. Im nordöstlichen Bereich befand sich ein Brandgrab mit Schwertern und Speeren als Beigaben, das in die vorrömische Eisenzeit datiert (400 v. Chr. bis zur Zeitenwende). Die letzte Bestattung ist vermutlich während der frühen Vendelzeit (650–800 n. Chr.) erfolgt. Bronzeschmuck und eine Reihe Perlen, die Reste eines Körpergrabes aus dieser Zeit, wurden im Südteil der Röse gefunden.
Außerhalb der Röse wurden 14 weitere Gräber gefunden. Eines bestand aus einer Steinkiste aus Kalksteinplatten, in der ein weibliches Skelett lag. Der Gürtel, der Schmuck und eine Kette aus Eisen wurden ebenfalls in die vorrömische Eisenzeit datiert.
Gösslunda rör und der Boden rund um den Steinhaufen wurde primär während der Bronze- und Eisenzeit als Grabplatz genutzt. Vermutlich lebten Menschen, die hier begraben wurden, in der Umgebung von Gösslunda, wo der knappe Boden nicht für Bestattungen, sondern für den Ackerbau genutzt wurde.